# Saba (isola)
Saba è la più piccola isola dei Caraibi olandesi e costituisce una municipalità speciale dei Paesi Bassi. Essa consiste principalmente in un vulcano quiescente, il Monte Scenery (840 m), la cima più elevata dei Paesi Bassi. Assieme a Bonaire e Sint Eustatius fa parte delle Isole BES (o Paesi Bassi caraibici). 
L'attuale Tenente Governatore dell'isola è Jonathan Johnson.
La superficie di Saba è di 13 km², nel gennaio 2020 la popolazione contava 1 933 abitanti, con una densità di 148,69 ab./km².
I maggiori insediamenti sono The Bottom, Windwardside, Hell's Gate e St. Johns. Nei pressi di Hell's Gate si trova l'Aeroporto Juancho E. Yrausquin, accreditato della pista di decollo più corta al mondo (396 m).

## Storia

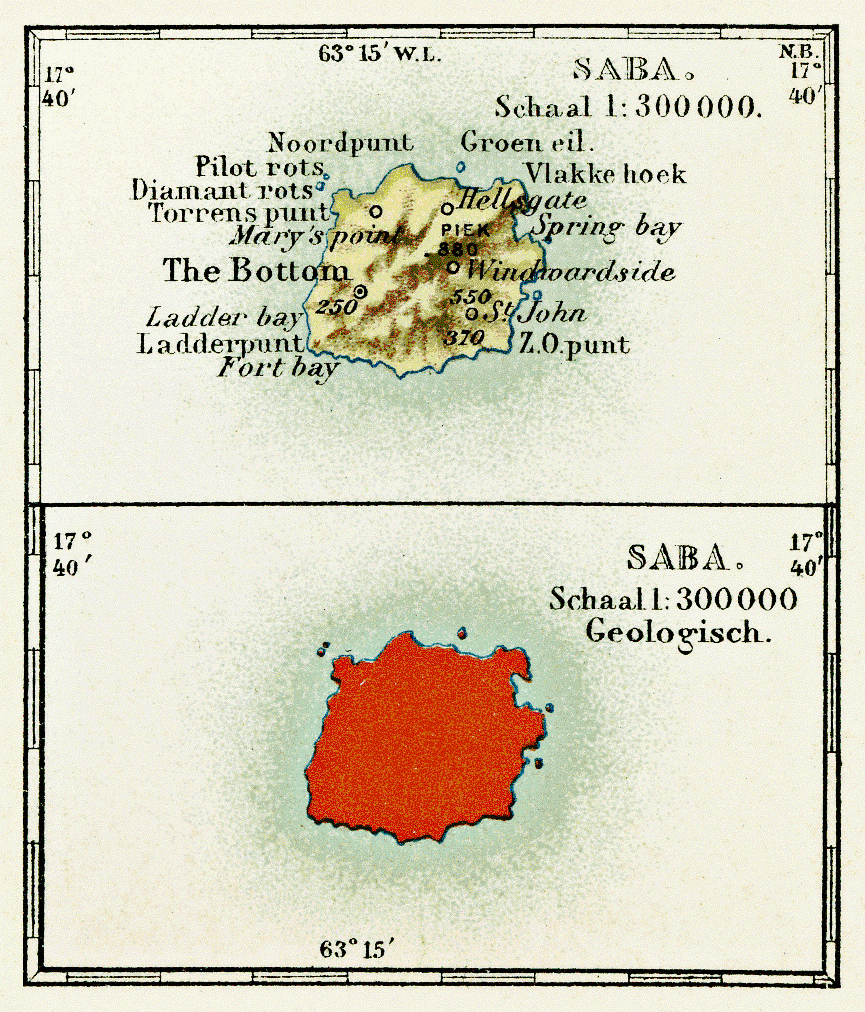
Mappa di Saba tratta dalla Encyclopaedie van Nederlandsch West-Indië 1914-1917

Si dice che Cristoforo Colombo abbia avvistato l'isola il 13 novembre 1493. Non vi è tuttavia approdato, scoraggiato dalle pericolose spiagge rocciose dell'isola. Nel 1632 un gruppo di naufraghi sbarcò su Saba. Quando furono salvati, questi dichiararono di aver trovato l'isola disabitata; sono state tuttavia rinvenute prove chiare che indicano che popolazioni indigene di Caribe e Aruachi hanno vissuto sull'isola.
Nel 1635 un francese rivendicò Saba per Luigi XIII di Francia. Negli ultimi anni 1630, il governatore olandese della vicina isola di Sint Eustatius inviò diverse famiglie olandesi a colonizzare l'isola per conto della Compagnia olandese delle Indie Occidentali. Nel 1664, rifiutando di giurare fedeltà alla corona inglese, questi coloni olandesi furono sfrattati a Sint Maarten dai governatori giamaicani Edward, Thomas e Henry Morgan; lo stesso avvenne per altri pirati britannici che erano stati condannati per rimanere in Giamaica; per tornarvi poi nei mesi e negli anni successivi. Saba è possedimento olandese in maniera continuativa dal 1816, dopo essere stata soggetto di numerosi cambi di bandiera (inglese-olandese-francese) nei secoli precedenti. Al 2016 l'isola era stata francese per 12 anni, inglese per 18 anni e olandese per 345 anni.
Nei secoli XVII e XVIII le principali industrie di Saba erano quella dello zucchero, dell'indaco e del rum, prodotti nelle piantagioni di proprietà degli olandesi che vivevano a Sint Eustatius; in seguito anche la pesca, e in particolare la pesca all'aragosta, acquisì un’importanza sempre maggiore. Nel corso del XVII secolo Saba fu luogo di rifugio per i pirati giamaicani. L'isola di Saba si prestava bene a tale funzione in virtù del suo terreno impervio e delle sue coste scoscese e ripide che la rendevano una vera e propria fortezza naturale, e così l'isola divenne un rifugio naturale per le famiglie di contrabbandieri e pirati. Il più famoso pirata nativo di Saba fu Hiram Beakes.
Più tardi, la vela e il commercio legali divennero importanti fonti di sostentamento, e molti degli uomini dell'isola presero la via del mare; è in questo periodo che il "merletto di Saba", un lavoro di cucito che segue una tradizione spagnola introdotto da una suora venezuelana, divenne un prodotto importante fatto dalle donne dell'isola. Per tutto il tardo XIX secolo e l'inizio del XX secolo, la principale fonte di reddito per l'isola derivava dai merletti prodotti dalle donne. Durante questo periodo di tempo, essendo la maggior parte degli uomini costantemente per mare, l'isola divenne nota come "L'isola delle donne".
I resti degli insediamenti del 1630-1640 possono essere trovati sul lato ovest a Tent Bay. Questi insediamenti furono distrutti da una frana nel XVII secolo.
Il 5 novembre 2004 si è svolto un referendum circa lo status di Saba. L'86,05% della popolazione ha votato per legami più stretti con i Paesi Bassi.